# Jean Charles Snoy et d'Oppuers

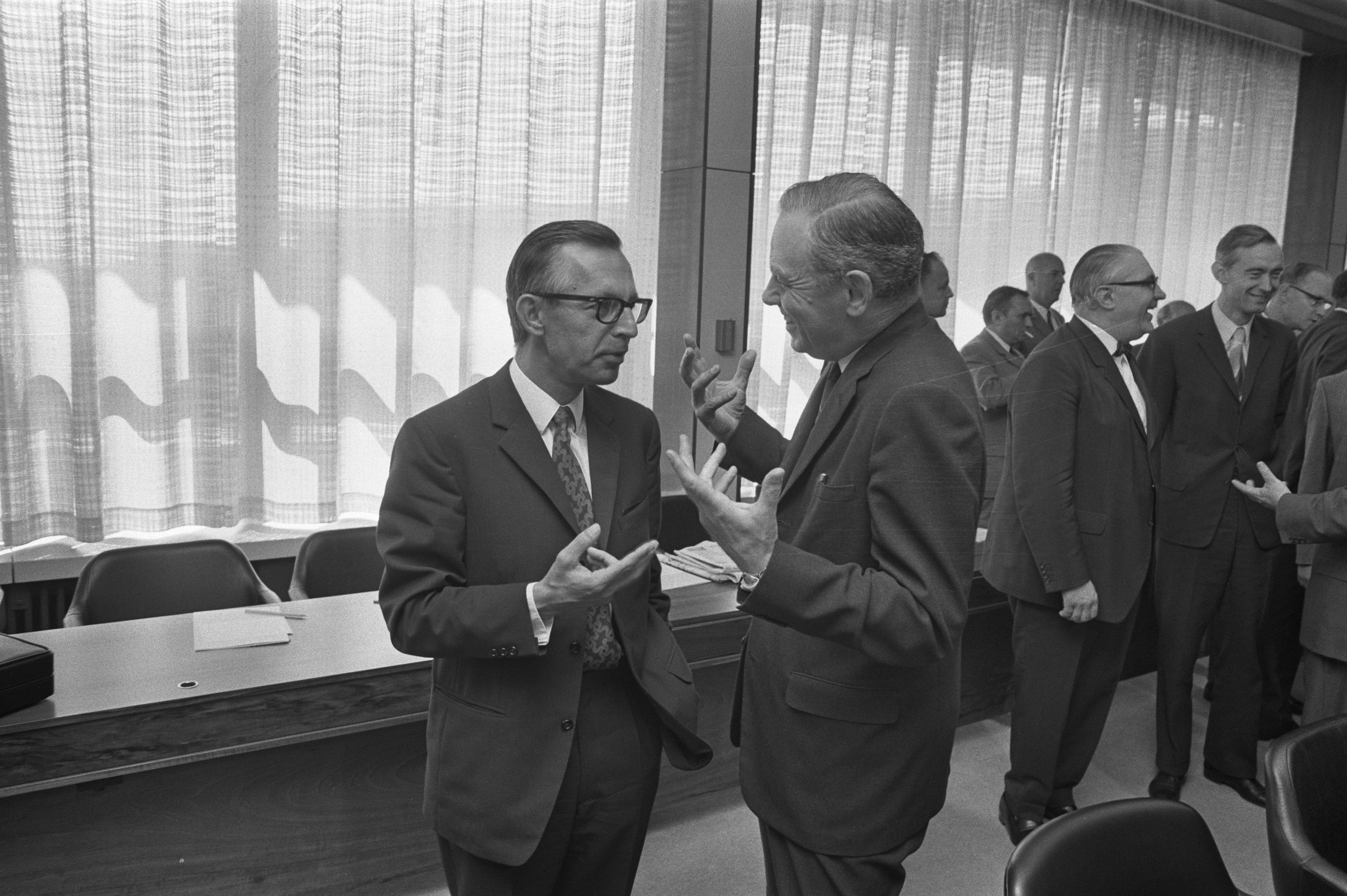

Jean Charles Snoy et d'Oppuers (2 iulie 1907, Braine-l'Alleud, Brabantul Valon - 17 mai 1991), fiul baronului Thierry Snoy, a fost un funcționar belgian civil, diplomat și om politic romano-catolic pentru PSC-CVP. A fost căsătorit cu contesa Nathalie d'Alcantara și au locuit la moșia familiei Snoy, castelul Bois-Seigneur-Isaac. A absolvit dreptul și filosofia tomistă la Universitatea Catolică din Leuven. El a fost secretar general al Ministerului belgian al Economiei și șef al delegației belgiene la Conferința interguvernamentală privind piața comună și Euratom, la Château Val-Duchesse în 1956 și au semnat Tratatele de la Roma pentru Belgia, împreună cu Paul- Henri Spaak și Robert Rothschild în 1957. Din 1982 până în 1984, a fost președinte al Ligii Europene pentru cooperare economică. A fost membru al Comitetului director al Grupului Bilderberg.